# Typhlodromus rivulus
Typhlodromus rivulus är en spindeldjursart som först beskrevs av Wolfgang Karg 1991.  Typhlodromus rivulus ingår i släktet Typhlodromus och familjen Phytoseiidae. Inga underarter finns listade i Catalogue of Life.